# Episcepteta
Episcepteta (em latim: episcepteta; em grego medieval: επισκεπτίτης; romaniz.: episkeptítes) foi um oficial subalterno citado no Cletorológio de Filoteu no século IX. Atuava no departamento dos logótetas do dromo e dos rebanhos, do eparca de Constantinopla e dos curadores. Administrava os domínios imperiais (o episcépse), como era o caso do protoespatário Estêvão que era episcepteta dos ctemas imperiais em 996. Há também o turmarca Falco, ativo em 1018-1021 no Catepanato da Itália. Vários episceptetas são conhecidos por seus selos administrando pequenas e grandes propriedades (inclusive o Peloponeso e Armeníaco). Episceptetas eclesiásticos agiam como contadores enviados pelo ecônomo.